# Ceriochernes martensi
Ceriochernes martensi är en spindeldjursart som beskrevs av Beier 1974. Ceriochernes martensi ingår i släktet Ceriochernes och familjen blindklokrypare. Inga underarter finns listade i Catalogue of Life.